# Gran Enciclopèdia Catalana
|  | «Enciclopèdia Catalana» redirigeix aquí. Vegeu-ne altres significats a «Grup Enciclopèdia Catalana». |

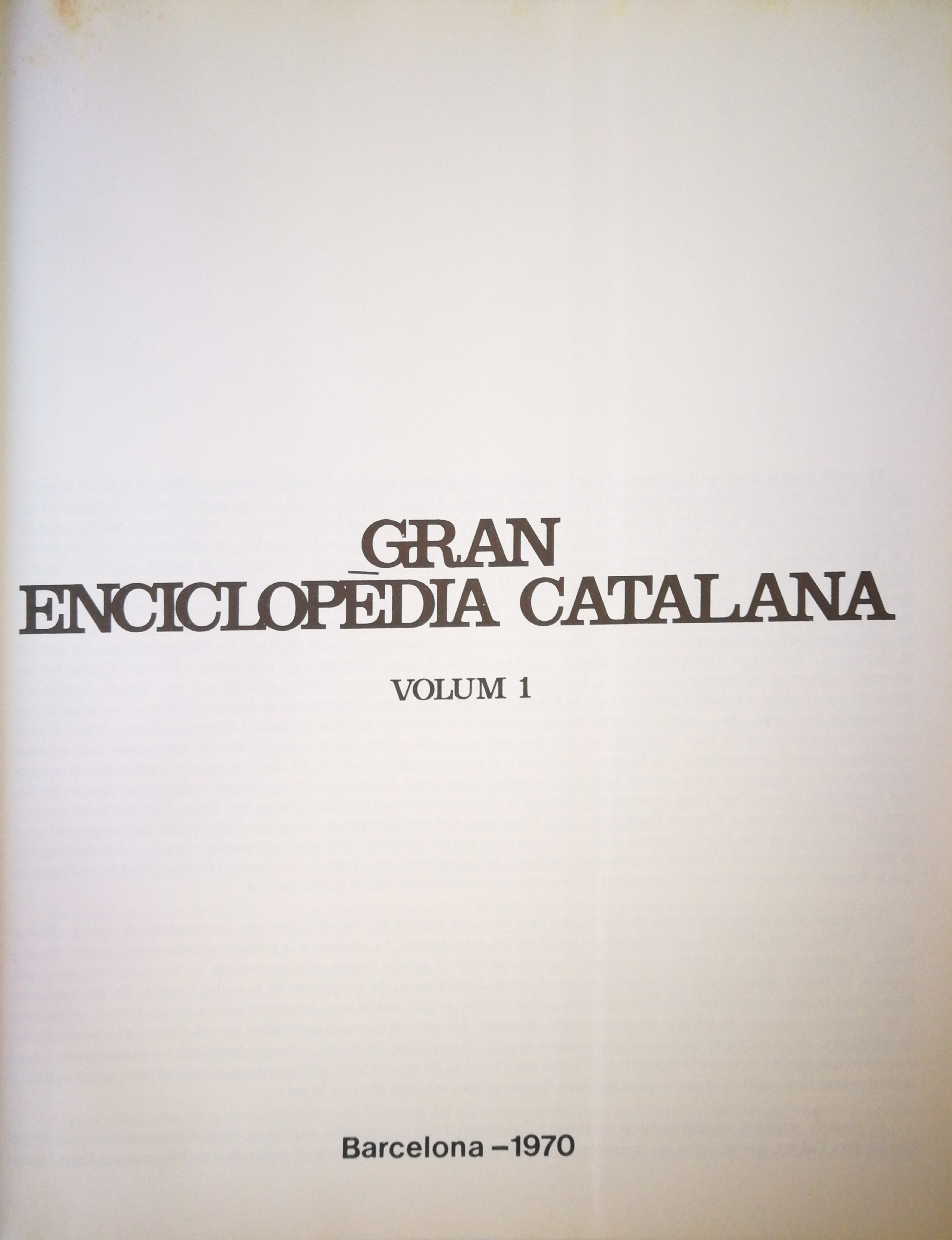
Primer volum de la Gran Enciclopèdia Catalana (1970)

La Gran Enciclopèdia Catalana (GEC) és una enciclopèdia general escrita en català. Editada a Catalunya per Edicions 62, va començar a publicar-se per fascicles per subscripció, amb enormes dificultats econòmiques i amb un gran esforç per part dels promotors, l'any 1968. Recull alfabèticament tota mena d'entrades històriques, geogràfiques, culturals i socials de tot el món, vistes, quan s'escau, amb òptica catalana, i molt especialment notícies semblants de l'àmbit català, sovint amb informacions de primera mà. També conté un ampli diccionari de lèxic comú que fou revisat en la primera edició de l'obra per Ramon Aramon i Serra. Posteriorment n'han sortit diverses edicions i volums d'apèndix, i n'hi ha una edició digital. El 1991 va rebre una Creu de Sant Jordi. Està publicada pel Grup Enciclopèdia Catalana, propietat de la Fundació Enciclopèdia Catalana.
Segons Jordi Carbonell, la Gran Enciclopèdia Catalana és «l'esforç d'una generació d'intel·lectuals per a crear una obra de referència que correspongués a la situació actual cultural, social i econòmica dels Països Catalans». Fou un dels projectes més ambiciosos del moment, tractant al mateix nivell el Principat que les comarques del País Valencià, Andorra, la Catalunya Nord i la Franja de Ponent.

## Inicis
El projecte va ser ideat en un petit pis a la Plaça Universitat el 1965 per Max Cahner, Jordi Carbonell, Enric Lluch i Ramon Folch, els quals decidiren crear una nova enciclopèdia en català. Davant la magnitud del projecte que sobrepassava les seves possibilitats en Max Cahner cerca l'ajuda d'en Jordi Pujol perquè li fes costat com a promotor i així fou com l'utòpic projecte fou viable: sobretot gràcies a l'entusiasme que hi posaren tots dos.
Després de moltes reunions a casa d'en Cahner, en les quals es bastiren els primers pressupostos, nasqué el 29 de desembre de 1965 Enciclopèdia Catalana, S.A., escripturada amb 100.000 ptes. de capital (l'aportació real fou de 3.200.000 ptes.). Va ésser nomenat president en Max Cahner, en nom d'Edicions 62, (amb un capital que representava el 57 %), i que es responsabilitzà de la confecció i edició de l'obra; en Joan Martí Mercadal, conseller delegat (fiduciari d'en Jordi Pujol, amb un 28 %) que s'encarregà de controlar les finances i en Salvador Casanovas i Martí, (vinculat tant amb Edicions 62, com amb Jordi Pujol, amb un 15 % de capital) amb funcions de coordinador secretari.
Inicialment es treballà en una obra en 3 volums de 1000 pàgines cada un, basada en la italiana Garzanti. Més endavant en Max Cahner plantejà el projecte en 8 volums de 800 pàgines. Durant molts dies es mantingueren en estudi les dues opcions: la “petita” i la “gran”. Quan s'optà definitivament per la segona es seguí utilitzant el nom de “la Gran”, que ha perdurat fins avui. El mateix any Jordi Carbonell n'assumí la direcció i el 1967 es va iniciar la redacció de l'obra, en un pis del carrer Balmes. Els primers articles es van escriure a mà. L'equip inicial estigué format per dotze persones, entre les quals es trobaven Enric Lluch, Josep Maria Ferrer, Joan-Lluís Marfany, Núria Aramon, Hortènsia Curell, Domènec Aguilar i Jordi Carbonell. Ramon Aramon, per la seva part, fou l'assessor lingüístic general de l'obra. Edicions 62, on Cahner era editor, publicaria el primer volum el desembre de 1968. D'aquesta manera, es publicaren tres volums fins al 1971. Pels volts de 1970 ja hi havia una cinquantena de persones treballant-hi -com Teresa Lloret, Francesc Fontbona, Roger Alier, Josep Maria Torras i Ribé, Juli Moll o Víctor Ferro, entre d'altres, sense comptar-hi els col·laboradors externs.
Tot i que inicialment el projecte de la Gran Enciclopèdia Catalana va néixer sota el paraigua d'Edicions 62, aquesta empresa se'n desmarcà el 1970, a causa de l'elevat cost econòmic del projecte. En aquells moments es va demanar suport financer a Banca Catalana, que assumí la direcció financera del projecte. Aquest fet que suposà que el 1972 es produís l'acomiadament de tot el personal i una forta reestructuració empresarial. Jordi Carbonell, fins al moment director del projecte, va ser substituït per Joan Carreras i Martí.
L'agost de 1973 va patir dos assalts per part d'un grup d'ultradreta: el primer va ser descobert el 4 d'agost, enmig de les vacances, al local de la Gran Enciclopèdia Catalana de la Rambla de Catalunya, on els atacants van emportar-se'n 30.000 pessetes de la caixa forta i quatre IBM de composició valorades en 3 milions de pessetes, i van omplir les parets amb frases com «Catalanistas al paredón», junt amb les sigles del Partido Español Nacional Sindicalista; el segon, el 17 d'agost, a la redacció de l'enciclopèdia, ubicada a la Via Laietana, aquest cop sense endur-se'n res ni pintar les parets.
Sota la direcció de Joan Carreras es van continuar publicant els següents volums fins a arribar al quinzè, el 1980. El 15 de setembre d'aquell any es va fer la presentació oficial a la Generalitat de Catalunya, al Saló Sant Jordi, amb en Jordi Pujol i en Max Cahner, l'un com a President de la mateixa i l'altre com a Conseller de Cultura. Poc abans s'havia creat la Fundació Enciclopèdia Catalana per gestionar el projecte, amb Antoni Forrellad com a president del Patronat. Tres anys més tard, el 1983, es publicaria el volum 16, el primer suplement, i un Atles Universal Català (1983), reeditat els posteriors anys i del qual el 1999 es feu una edició renovada. Paral·lelament, la campanya política contra Jordi Pujol i Francesc Cabana davant Banca Catalana faria qüestionar el projecte.

## Edicions posteriors i suplements
El 1986 es va engegar un projecte per a realitzar una segona edició, dirigida per Joan Carreras i Martí i amb Jesús Giralt com a cap de redacció. L'objectiu era actualitzar el disseny del projecte, així com algunes il·lustracions i informacions. Aquesta nova edició va passar a tenir 24 volums, que es van anar publicant entre mitjans 1986 i finals del 1989. El primer suplement d'aquesta segona edició aparegué el 1993.
El 1992 es va iniciar un període en què anualment es reimprimia la segona edició, tot incorporant-hi algunes actualitzacions, que duraria fins al 1996. En total es va actualitzar el 10 % de la totalitat dels articles en aquest període i es van renovar un 30 % de les fotografies, així com un 65 % dels dibuixos i una quarta part dels mapes. Es van editar sis suplements de la primera edició (els volums 16 a 21) i cinc de la segona edició (volums 24 a 28). El 1997, 2001, 2005 i 2009 es publicaren altres suplements d'actualització. El 2004 es venien unes 3.000 edicions anuals. Entre la primera edició (1968 – 1980) i la segona (1986 – 1989), es vengueren gairebé 170.000 col·leccions. Altres estimacions situen la xifra en unes 250.000 edicions impreses.

## En línia
El 1997 la Gran Enciclopèdia Catalana va llançar la seva primera versió per internet, coneguda amb el nom d'Hiperenciclopèdia, que era de pagament. L'URL inicial fou www.grec.net/home/cel/main.htm i permetia accedir a tot el contingut de la GEC en línia, mitjançant una subscripció. Inicialment, els subscriptors eren els compradors de la versió en paper de l'obra i, també, els funcionaris de la Generalitat de Catalunya i els centres d'ensenyament públic. La plataforma va anar evolucionant fins que a mitjan 2007 Enciclopèdia Catalana inicià el procés de renovació per a llençar L'Enciclopèdia, un projecte nou que pretenia unir continguts de diversos productes del Grup Enciclopèdia Catalana, com el Gran Diccionari de la llengua catalana, la Hyperencyclopaedia (els articles de temàtica catalana de la Gran Enciclopèdia Catalana traduïts a l'anglès) i altres continguts de diverses obres.
El projecte fou presentat el 19 de febrer de 2008 a l'Ateneu Barcelonès. En aquell moment hi havia 120 subscriptors particulars, així com diverses institucions. Amb el naixement del projecte L'Enciclopèdia també es va anunciar el tancament del portal grec.cat. Aquesta nova versió en línia es va considerar com la tercera edició de l'enciclopèdia, per la qual cosa el mateix 2008 l'enciclopèdia es va deixar de publicar en paper, i la versió en línia, d'accés lliure, és l'única que s'actualitza. Segons Albert Pèlach, «quan va néixer, l'Enciclopèdia volia explicar Catalunya al món i explicar el món en català. Això avui es fa per internet». El primer any de funcionament assolí més de quatre milions d'usuaris i més de 42 milions de pàgines vistes, mentre que el 2009 va rebre 3.853.613 usuaris únics i 43.730.124 pàgines vistes (119.808 diàries).
El setembre de 2010 adoptà un nou format i incorporà un editor col·laboratiu. Segons s'afirmà, amb aquesta eina col·laborativa l'enciclopèdia tenia la intenció de «recuperar l'esperit inicial del projecte i impulsar encara més el caràcter d'obra col·lectiva de referència de la cultura catalana, però ara adaptada al mitjà d'internet, a les noves tendències col·laboratives de la societat i, en general, a la tecnologia actual». Alhora, en la nova web de l'Enciclopèdia.cat s'afegiren articles d'altres obres com la Gran Geografia Comarcal de Catalunya. El projecte comptà amb el suport del Ministeri d'Indústria, Turisme i Comerç i de l'Institut Català de les Indústries Culturals.
El març del 2013 desestimaren l'aposta col·laborativa amb una nova renovació de la interfície, que agrupava ara els continguts de la Gran Enciclopèdia Catalana i del Gran Diccionari de la llengua catalana, consultables a través d'un mateix cercador. El 2012 va tenir 514.506 usuaris únics mensuals i 4.993.368 pàgines vistes cada mes, mentre que el 2013 obtingué 400.000 usuaris únics mensuals de mitjana i 2.750.000 pàgines vistes al mes.

## Digitalització del fons del grup
Des de 2010, el Grup Enciclopèdia Catalana anuncia un projecte de digitalització del seu fons amb la voluntat d'oferir-lo a través d'un model freemium, de manera que una part del fons seria de lliure accés mentre que una altra part només seria consultable en règim de subscripció. Una primera fase d'aquest projecte inclouria les obres: Gran Diccionari de la llengua catalana, diccionaris bilingües Català-Castellà/Castellà-Català, Català-Anglès/Anglès-Català, Català-Francès/Francès-Català; Diccionari de sinònims; Gran Enciclopèdia Catalana; Enciclopèdia de l'esport català; Diccionari de la literatura catalana; Gran Enciclopèdia de la Música; Anuaris 2010, 2011, 2012 i 2013; Enciclopèdia Temàtica Proa; Catalunya romànica; L'art gòtic a Catalunya; Joies del Modernisme català; Història natural dels Països Catalans; Tradicionari; Història, Política, Societat i Cultura dels Països Catalans, i Superenciclopèdia, entre d'altres.

## Edicions i reimpressions
- Primera edició: juliol del 1969
- Segona edició: juny del 1986
- Primera reimpressió: abril del 1988
- Segona reimpressió: març del 1989
- Tercera reimpressió: juny del 1990
- Quarta reimpressió (actualitzada): febrer del 1992
- Cinquena reimpressió: setembre del 1992
- Sisena reimpressió (actualitzada): octubre del 1993
- Setena reimpressió (actualitzada): juliol del 1994
- Vuitena reimpressió (actualitzada): gener del 1995
- Novena reimpressió (actualitzada): gener del 1996
- Desena reimpressió (actualitzada): maig del 1998
- Onzena reimpressió (actualitzada): octubre del 2000.[23]

## Directors
llista incompleta de directors del projecte
- 1965 — 1971: Jordi Carbonell i de Ballester
- 1971 - Joan Carreras i Martí

## Premis i reconeixements
- 1991 - Creu de Sant Jordi.